# Collisella
Collisella é um género de gastrópode da família Lottiidae.
Este género contém as seguintes espécies:

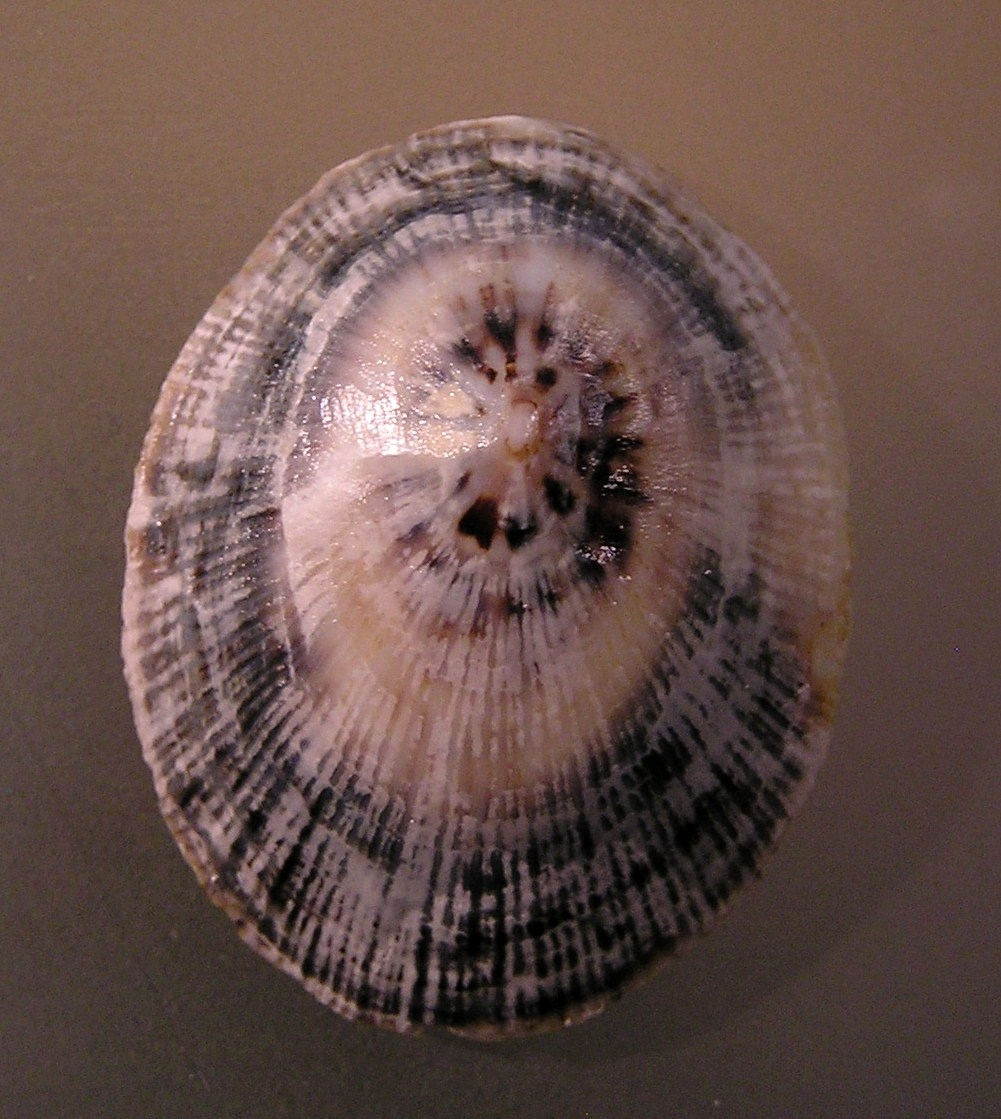
Collisella discors

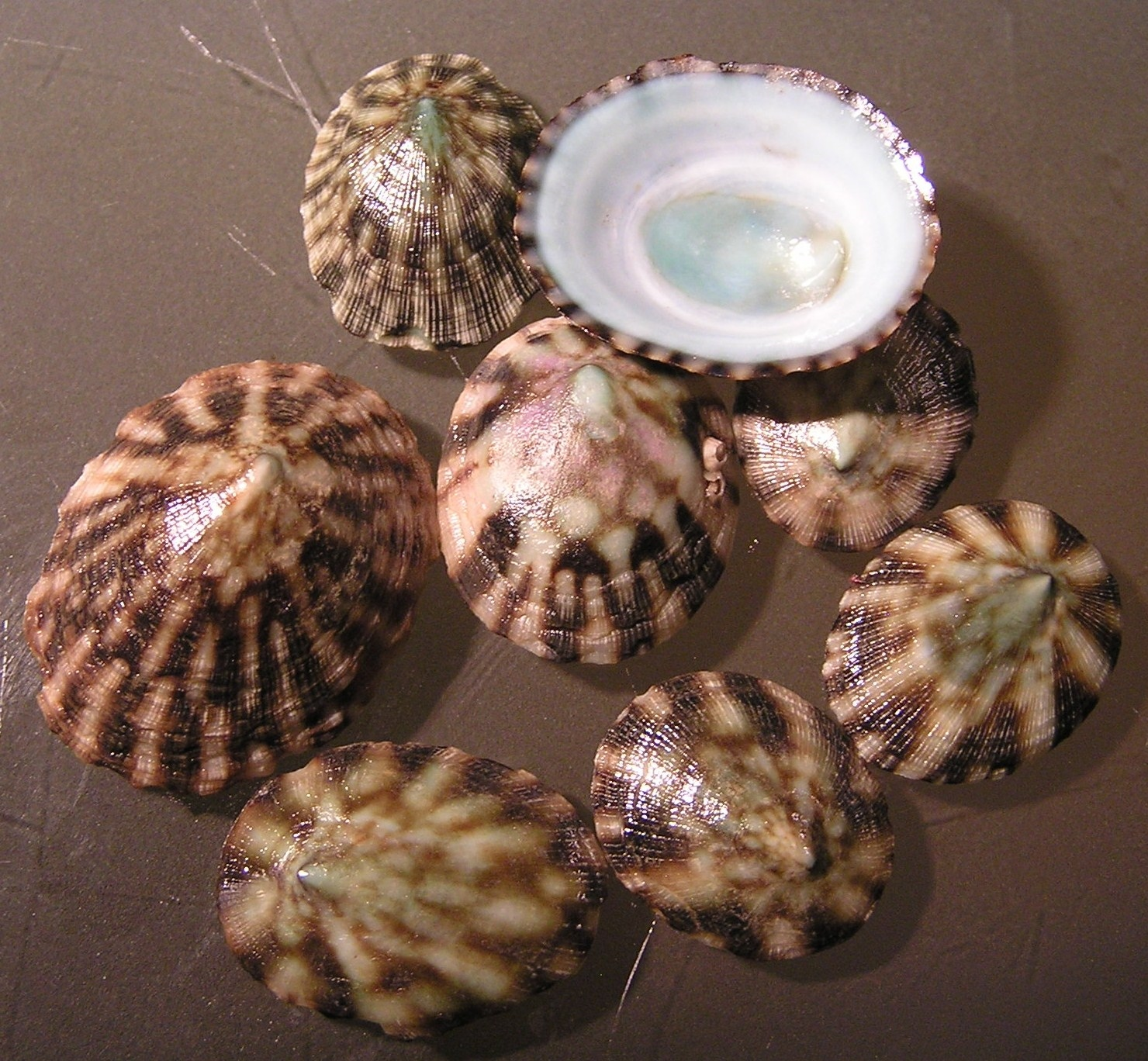
Collisella stanfordiana

- Collisella acutapex Berry, S.S., 1960
- Collisella adami Christiaens, J., 1975
- Collisella atrata Carpenter, P.P., 1857
- Collisella borneensis
- Collisella conus Test, A.R., 1945
- Collisella discors (Philippi, R.A., 1849)
- †Collisella edmitchelli Lipps, 1966
- Collisella instabilis (Gould, A.A., 1846)
- Collisella kolarovai (Grabau, A.W. & S.G. King, 1928)
- Collisella lacerata Ramírez-Boehme, 1974
- Collisella lileana Ramírez-Boehme, 1970
- Collisella mortoni Christiaens, J., 1980
- Collisella pallidula Gould, A.A., 1859
- Collisella ruginosa Ramírez-Boehme, 1974
- Collisella scabra
- Collisella subrugosa (Orbigny, 1846)
- Collisella tessulata (O. F. Müller, 1776)
- Collisella triangularis (Carpenter, P.P., 1864)